# 長岡北バスストップ
長岡北バスストップ（ながおかきたバスストップ）は、新潟県長岡市福道町にある北陸自動車道の高速バス停留所。

## 停車路線

### 県外線

新潟県・県外高速バス路線図（旧ツアーバス系は除く）

新潟発は乗車のみ、新潟行は降車のみの扱い。
- 東京・大宮 - 長岡・新潟線
越路BS - 長岡北BS - 栄BS
長岡駅東口を経由する便は当停留所には停車しない。
- 名古屋 - 新潟線
- 長野 - 新潟線
- 富山 - 新潟線
- 金沢 - 新潟線
木田BS - 長岡北BS - 栄BS
- 東京ディズニーランド・新宿 - 新潟・新発田
- 池袋 - 新潟・新津
- 池袋 - 新潟・月岡温泉
新宿南 - 長岡北BS - 三条燕BS

### 県内線

ときライナー路線図

- 【ときライナー】Ｎ 長岡線（長生橋経由）
長岡インター - 長岡北BS - 栄BS
- 【ときライナー】Ｔ 十日町線
片貝BS -越路BS - 長岡北BS - 栄BS
- 【ときライナー】Ｋ 柏崎線
- 【ときライナー】Ｊ 上越線
大積BS - 長岡北BS - 栄BS

## 一般路線バス

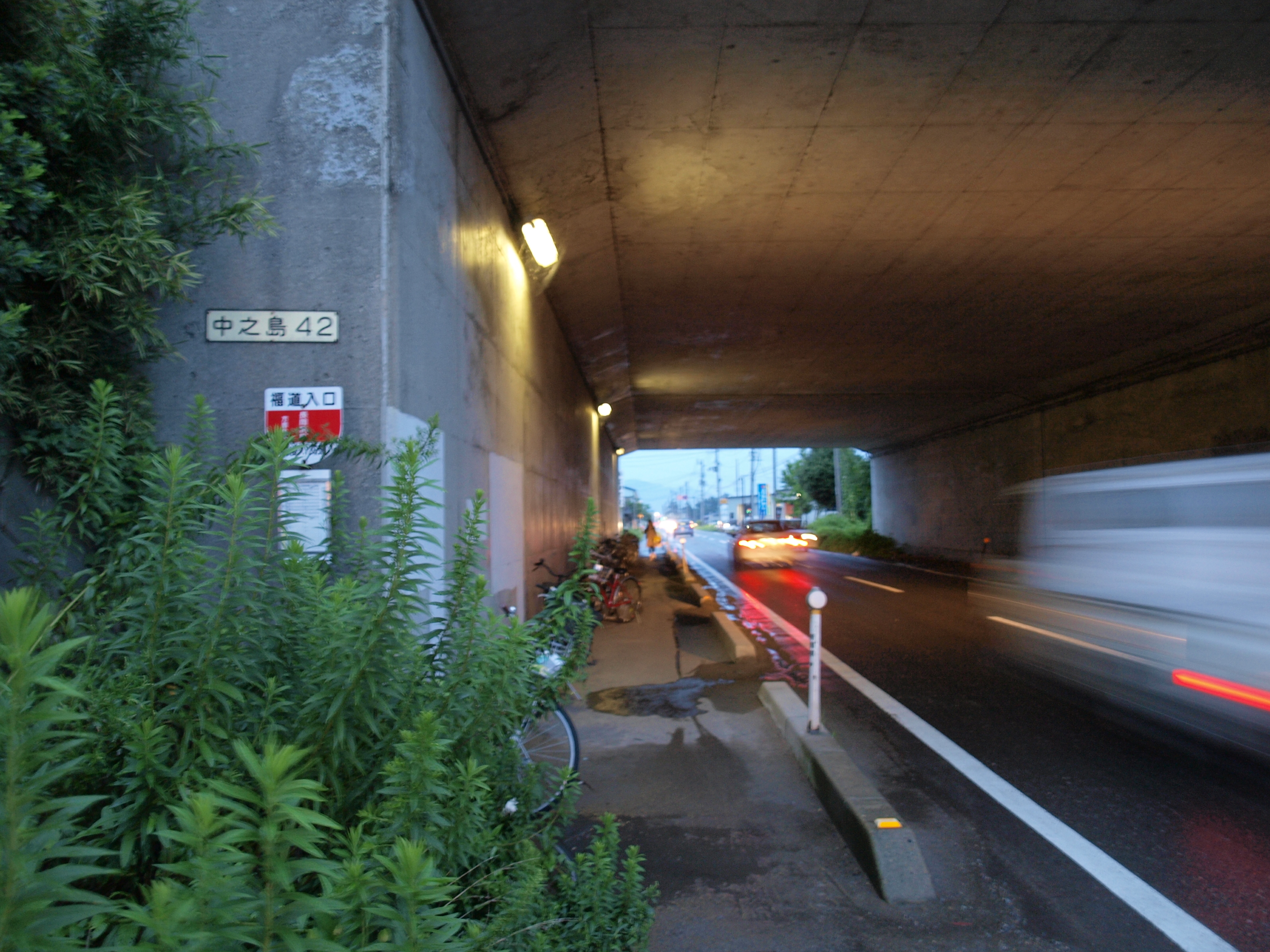
福道入口バス停（現・長岡北入口バス停）

当停留所は、北陸自動車道と新潟県道69号長岡和島線が交差する付近に位置しており、北陸道は同県道を函渠（ボックスカルバート）でオーバーパスしている。長岡駅大手口からは約6km離れており、徒歩で1時間前後を要する。
同県道の下り停留所（新潟方面）側には、越後交通の一般路線バスが発着する「長岡北入口」停留所が設けられている。
- 長岡北入口
  - 長岡市中心部方面
    - 古正寺・長生橋経由　長岡駅前（大手口）
    - 日赤病院・本社営業所・大手大橋経由　長岡駅前（大手口）

  - 郊外（三島地域・出雲崎町）方面
    - 福戸・脇野町・中永・出雲崎駅前経由　出雲崎車庫
    - 福戸・脇野町経由　宮沢
    - 福戸・脇野町経由　蓮花寺
    - 福戸・脇野町経由　逆谷・蓮花寺

一般路線バスの運行間隔は、長岡市中心部方面・三島地域方面とも概ね30～120分毎となっている。
なお高速バス・長岡線（長岡 - 新潟線〔長生橋経由〕）の運行間隔は概ね30～60分毎となっている。

## 備考
- 下り（新潟方面）停留所側に駐車場（約140台収容）が設けられており、駐車場内には公衆トイレが設置されている。
- 下り停留所の待合室内にはバスロケーションシステム「にいがたバスi」の表示端末があったが、同システムが携帯電話で利用できるようになるなどしたため、待合室棟の改築を前後して撤去された。
- 下り停留所から県道69号沿いの300m北側、福道町交差点付近にコンビニエンスストア「ファミリーマート 長岡福道店」が所在する。

## 隣
北陸自動車道
(37)長岡JCT - 長岡北BS - (37-1)長岡北スマートIC - (38)中之島見附IC